# 岡山県道77号美星高山市線
岡山県道77号美星高山市線（おかやまけんどう77ごう びせいこうやまいちせん）は、岡山県井原市から高梁市を結ぶ県道（主要地方道）である。

## 概要
一部1.5車線の区間があるが、大半は2車線のよい道である。
高梁市川上町区間（一部井原市芳井町）は、高梁市をはじめ国道484号沿線自治体などで構成される期成同盟によって、国道484号の延伸による国道への編入を求める運動が行なわれている。

### 路線データ
- 起点：岡山県井原市美星町三山（岡山県道48号笠岡美星線交点）
- 終点：岡山県高梁市川上町高山市（岡山県道・広島県道9号芳井油木線交点）

## 歴史
- 1993年（平成5年）5月11日 - 建設省から、県道美袋井原線の一部・県道黒忠三山線・県道黒忠明治線の一部・県道黒忠井原線の一部・県道下鴫川上線の一部・県道高山芳井線の一部・県道高山市地頭線の一部が美星高山市線として主要地方道に指定される[1]。

## 路線状況

### 通称
- 岡山中部縦貫道路：高梁市川上町地頭 - 高梁市川上町高山市

### 重複区間
- 岡山県道166号美袋井原線（井原市美星町三山）
- 国道313号（井原市美星町黒忠 - 高梁市川上町地頭）
- 岡山県道297号高山芳井線（高梁市川上町地頭 - 高梁市川上町高山）
- 岡山県道299号布賀地頭線（高梁市川上町高山）

### 並行する旧街道
高梁市川上町地頭 - 高梁市川上町高山市
- 石州街道 高山市往来

備中松山藩と石州こと石見国（現：島根県西部）を結ぶ。上下宿（現：広島県府中市）で石見銀山街道とつながる。地頭や高山市には古い町並みが残る。

## 地理

### 通過する自治体
- 井原市
- 高梁市

### 交差する道路
| 交差する道路                                                              | 市町村名 | 交差する場所                 | 交差する場所 |
| ------------------------------------------------------------------------- | -------- | ---------------------------- | ------------ |
| 岡山県道48号笠岡美星線 岡山県道166号美袋井原線 重複区間起点               | 井原市   | 美星町三山                   | 起点         |
| 岡山県道166号美袋井原線 重複区間終点                                      | 井原市   | 美星町三山                   |              |
| 広域農営農団地農道備中西部地区 / 星の里街道                               | 井原市   | 美星町星田                   |              |
| 広域農営農団地農道備中西部地区 / 星の里街道                               | 井原市   | 美星町星田                   | [ 注釈 1 ]   |
| 岡山県道292号黒忠明治線                                                   | 井原市   | 美星町黒忠                   |              |
| 岡山県道291号黒忠井原線                                                   | 井原市   | 美星町黒忠                   |              |
| 国道313号 重複区間起点                                                    | 井原市   | 美星町黒忠                   |              |
| 広域農営農団地農道備中西部地区 / 星の里街道                               | 井原市   | 美星町黒忠                   |              |
| 国道313号 重複区間終点                                                    | 高梁市   | 川上町地頭（じとう）         |              |
| 岡山県道299号布賀地頭線                                                   | 高梁市   | 川上町地頭                   |              |
| 岡山県道297号高山芳井線 重複区間起点                                      | 高梁市   | 川上町地頭                   |              |
| 岡山県道294号下鴫川上線                                                   | 高梁市   | 川上町仁賀（にか）           |              |
| 岡山県道297号高山芳井線 重複区間終点 岡山県道299号布賀地頭線 重複区間起点 | 高梁市   | 川上町高山（こうやま）       |              |
| 岡山県道473号上大竹高山線                                                 | 高梁市   | 川上町高山                   |              |
| 岡山県道299号布賀地頭線 重複区間終点                                      | 高梁市   | 川上町高山                   |              |
| 岡山県道・広島県道9号芳井油木線                                           | 高梁市   | 川上町高山市（こうやまいち） | 終点         |

### 沿線にある施設など
井原市
- 美星天文台
- 中世夢が原
- 夢が原いくさらんど
- 星の郷青空市
- 首なし地蔵

高梁市
- 地頭の町並み
- 吉備川上ふれあい漫画美術館
- 大賀デッケン
- 磐窟渓
- 農村型リゾートやすらぎの里
- 弥高山公園
- 穴門山神社

高梁市・井原市
- 高山市の町並み

高山市集落は市境が複雑に入り組み、高梁市川上町高山市と井原市芳井町東三原で構成されている。